# エブラウクス
エブラウクス（Ebraucus、ウェールズ語：Efrawg/Efrog）は、年代記編纂者ジェフリー・オブ・モンマスの『ブリタニア列王史』に語られている、ブリトン人の伝説的王である。彼がブリテン島の統治を始めたのは、紀元前1006年頃だとされている 。

## 『ブリタニア列王史』
『ブリタニア列王史』によれば、彼の父はメンプリキウス王である。この王は20年間圧政を敷き、息子であるエブラウクスと妻を捨てて男色に耽った。父の死後、エブラウクスは王位を継ぎ、39年間ブリテン島を統治した。彼は長身で、怪力無双であると賞賛されている。彼はトロイのブルータス以来初めてガリアに対して戦争を仕掛けた。この戦いにおいて彼は略奪を行い、多くの金銀を祖国へ持ち帰った。
彼は2カ所に居留地を建設した。一つは「カール・エボラクウ（エブラクウスの街エボラクム、の意味）」である。これはハンバー川の対岸に建てられた。後のヨーク（ウェールズ語：Efrog）である。
もう一つはアルクッド市及び城塞アグネットである。これはアルバニア（オールバニ）に建てられた。これは「乙女の城」や「悲しみの山」と呼ばれた。現在のダンバートンにあたる。
エブラウクスには20人の妻がおり、20人の息子と30人の娘を設けた。その娘の中には、当時ブリタニアとガリアで最も美しい娘とされていたガラエスもいた。
彼の娘たちは全員イタリアのアルバ・シルウィウスの元へ送られた。そこで彼女たちはトロイア人の貴族と結婚をした。彼の息子たちは、ウィリデ・スクトゥム（緑の楯）のブルータス以外全員、アッサラクを指揮官にしてゲルマニアを征服した。
エブラクウスの死後、息子のブルータスが緑盾王ブルータスとして王位に就いた。

## その後の伝承
1190年に書かれた詩『ブルータス』は、『ブリタニア列王史』に基づいて書かれた最初の主要な詩である。これはヨーク設立を記念して書かれ、最後にはエブラウクスに関する以下の行で終わる：
彼はヨークを建て、彼の名前から、

エボラクムと名付け、それを良く飾った
アレクサンダー・ネッカムのDe utensilibus and De naturis rerum（1213年)）でもエブラウクスは言及されており、「見よ、祝福されたエブラウクスが築いた都市を！」と書かれている。
また、14世紀に書かれたヨーク教会の2つの年代記など、エブラウクスの物語を発展させたものもある。学者ポリドール・ヴァージルによれば、エブラウクスは「現在スコットランドと呼ばれるブリテン最果ての地に、現在エディンバラ城と呼ばれているメイデンズの街を建てた」という。Registrum Malmesburienseにも、エブラウクスが『モントローズ城』を建てたと述べられている。ジャコモ・フィリッポ・フォレスティは、エブラウクスが多くの都市を建設し、60年間統治したと主張した。
1486年、ヘンリー7世が国内を移動する途中でヨークに到達したとき、「エブラクウスと呼ばれる同じ都市の建築家」と表現するエブラウクスを演じる役者に出迎えられた。そしてその役者はヘンリー7世に「エブラクウスから受け継いだ」都市の鍵を贈った。。
ヨークでは、エブラウクスを象ったとされる「オールド・ヨーク 」と呼ばれる古代の像がある。これはセント・サヴィアゲートとコリアゲートの交差点にあり、15世紀には境界標識として機能していた。元々は古代ローマの記念碑の一部であった可能性がある 。1501年、
この像はヨーク・ギルドホールに「持ち去られ、その場所から移され」た。そして元の場所を示すために、「ここにヨークの像が立っていた」という石版が刻まれた（この石版は現在、ヨークシャー博物館に所蔵されている） 。
トーマス・ゲントによると、この像は1726年のマンション・ハウスの建設中にマンション・ハウスの敷地からギルドホール内に移された。この修理または交換された像は、鎧を身に着け、戴冠し、オーブと杖を持つ王を描いたもので、1738年にブーサム・バーの城壁の門の龕に移され、1834年までそこにあった。